# Consejos de Barrio de Parla
Los Consejos de Barrio son órganos de descentralización administrativa, donde se impulsa la participación ciudadana en el que tienen cabida los asuntos de cada barrio.
Parla está dividida en cinco Consejos de Barrio, con ello se pretende aproximar la administración a la ciudadanía, siendo espacios de encuentro entre los ciudadanos y la Administración local, sirviendo de órganos de consulta y participación en los asuntos de barrio y locales.

## Finalidades y Objetivos
Sus finalidades y objetivos son:
- Contribuir a la solidaridad entre los distritos e implicar a los ciudadanos en la participación: para ello los Consejos podrán formular propuestas al Ayuntamiento para la resolución de problemas, solicitar y recibir información, haciendo así que los vecinos del municipio puedan participar de las decisiones que más le afectan.
- Descentralización municipal: acercando la administración a los ciudadanos y velando por la eficacia en la prestación de los servicios municipales.
- Tener un espacio de información, estudio y debate entre la Administración Municipal, la ciudadanía y el conjunto de entidades y asociaciones de cada Barrio.
- Posibilitar que las actuaciones municipales del Ayuntamiento de Parla cuenten con el apoyo y participación de los sectores implicados.
- Sensibilizar a la población de la importancia de la participación en la planificación y gestión públicas municipales.
- Promover la corresponsabilización ciudadana en el desarrollo de los barrios.
- Hacer partícipes a las asociaciones y entidades ciudadanas de las decisiones, de las actuaciones y de la prestación de los servicios públicos municipales.
- Fomentar y facilitar la colaboración entre las entidades del Barrio y la de estas con la Administración Municipal.
- Fomentar la relación y la solidaridad entre los diferentes barrios y vecinos de la ciudad.
- Garantizar los derechos y deberes del vecindario reconocidos en la legislación vigente.

Su función principal es facilitar la creación de espacios de debate y discusión entre los diferentes agentes que participan en ellos para posibilitar la toma de decisiones consensuadas.

## Composición
Cada Consejo está compuesto por un Concejal Delegado del Ayuntamiento, y por vecinos, representados a través de las organizaciones políticas, sindicales y de las asociaciones ciudadanas (vecinales, educativas, culturales, deportivas, sanidad, industrial y parroquial, etc).

## Zonas
Los criterios que definen el ámbito de actuación de los Consejos de Barrio son el territorial y el poblacional, de tal manera que cada uno de los mismos atienda a un porcentaje poblacional similar y un espacio urbano semejante. Los límites de cada uno de ellos vienen marcados de norte a sur por las Calles Real y Juan Carlos I, y de oeste a este por las Calles Humanes y San Roque.
En total se definen 5 zonas de actuación o consejos:
- Consejo Nor-Oeste
- Consejo Nor-Este
- Consejo Sur-Oeste
- Consejo Sur-Este
- Consejo Parla Este

- Datos: Q5784153